# Laguna Celeste
La laguna Celeste è un lago salato della Bolivia, situato nel Dipartimento di Potosí, nella parte meridionale del paese. Fa parte del gruppo di laghi salati chiamati Lagunas de colores.

## Caratteristiche
La laguna si trova ad una altitudine di 4529 m s.l.m., ai piedi dell'imponente vulcano Uturuncu. Il suo nome deriva dalla colorazione azzurro chiaro delle sue acque, dove trovano riparo e nutrimento grandi stormi di fenicotteri delle Ande.
La laguna Celeste ha una lunghezza di 2,5 km e una larghezza di 1,5 km. La sua superficie complessiva è di 2,3 km² e sviluppo delle sue sponde litoranee è di 7,4 km.

## Clima
Data l'elevata altitudine a cui è situata la laguna Celeste, il clima presenta elevate escursioni giornaliere. Le temperature minime scendono sempre al di sotto dello zero anche nei mesi più caldi dell'estate australe. Le temperature massime giornaliere superano abbondantemente i 30 °C durante il giorno, con picchi di 37 °C in dicembre. Nella Classificazione dei climi di Köppen, l'area è classificata come desertica.
Le severe condizioni climatiche e l'altitudine, rendo la zona scarsamente popolata con soli 2 abitanti per km².
Le precipitazioni medie mensili sono di 349 mm; il mese più piovoso è gennaio quando cadono in media 121 mm di pioggia.
| Clima               | Mesi | Mesi | Mesi | Mesi | Mesi | Mesi | Mesi | Mesi | Mesi | Mesi | Mesi | Mesi | Stagioni | Stagioni | Stagioni | Stagioni | Anno |
| Clima               | Gen  | Feb  | Mar  | Apr  | Mag  | Giu  | Lug  | Ago  | Set  | Ott  | Nov  | Dic  | Inv      | Pri      | Est      | Aut      | Anno |
| ------------------- | ---- | ---- | ---- | ---- | ---- | ---- | ---- | ---- | ---- | ---- | ---- | ---- | -------- | -------- | -------- | -------- | ---- |
| T. max. media (°C)  | 31   | 29   | 29   | 24   | 18   | 14   | 12   | 17   | 25   | 33   | 36   | 37   | 32,3     | 23,7     | 14,3     | 31,3     | 25,4 |
| T. min. media (°C)  | −2   | −4   | −2   | −3   | −9   | −12  | −14  | −12  | −8   | −6   | −4   | −3   | −3       | −4,7     | −12,7    | −6       | −6,6 |
| Precipitazioni (mm) | 121  | 62   | 25   | 25   | 20   | 10   | 5    | 4    | 11   | 12   | 25   | 29   | 212      | 70       | 19       | 48       | 349  |